# The Impostor (1944)
The Impostor is een Amerikaanse oorlogsfilm uit 1944 onder regie van Julien Duvivier. Destijds werd de film uitgebracht onder de titel Het jungleregiment.

## Verhaal
De ter dood veroordeelde moordenaar Clement staat op het punt om te worden geëxecuteerd, wanneer de nazi's zijn gevangenis bombarderen. Tijdens zijn ontsnapping steelt hij het uniform en de papieren van een gesneuvelde Franse soldaat. Hij vlucht naar Afrika en wordt daar een verzetsheld. Zijn verleden blijft hem echter achtervolgen.

## Rolverdeling
| Acteur         | Personage                 |
| -------------- | ------------------------- |
| Jean Gabin     | Clement / Maurice LeFarge |
| Richard Whorf  | Luitenant Varenne         |
| Allyn Joslyn   | Bouteau                   |
| Ellen Drew     | Yvonne                    |
| Peter van Eyck | Hafner                    |
| Ralph Morgan   | Kolonel DeBoivin          |
| Eddie Quillan  | Cochery                   |
| John Qualen    | Monge                     |
| Dennis Moore   | Maurice LeFarge           |
| Milburn Stone  | Chauzel                   |
| John Philliber | Mortemart                 |
| Charles McGraw | Menessier                 |
| Otho Gaines    | Matowa                    |
| John Forrest   | Franse korporaal          |
| Fritz Leiber   | Priester                  |